# Hundtjärnen (Arjeplogs socken, Lappland, i Fräkentjärnarnas naturreservat)
Hundtjärnen är en sjö i Arjeplogs kommun i Lappland och ingår i Skellefteälvens huvudavrinningsområde.